# Диденко, Андрей (гетман)
Андрей Диденко (укр. Андрій Діденко) — гетман Войска Запорожского в 1632—1633 годах.

## Биография
Данные о дате и месте рождения Андрея Диденко отсутствуют.
В гетманство вступил 25 декабря 1632 года. Был избран при поддержке православного митрополита Киевского Исаия Копинского вместо сторонника Польши — гетмана Кулаги-Петражинского.
На этом посту защищал казацкие права и обычаи. Но удержался недолго — оставил своё гетманство в 1633 году.
Вместо него старши́на назначил новым гетманом Дорофея Дорошенко, который занимал гораздо бо́льшую пропольскую позицию.
Дальнейшие сведения о Диденко отсутствуют.